# Mördaren – en helt vanlig person
Mördaren – en helt vanlig person är en svensk svartvit komedi- och thrillerfilm från 1967 i regi av Arne Mattsson. I rollerna ses bland andra Allan Edwall, Lars Ekborg och Britta Pettersson.

## Om filmen
Manuset skrevs av Mattsson tillsammans med deckarförfattarduon Per Wahlöö och Maj Sjöwall. Inspelningen ägde rum i Filmstaden Råsunda samt utanför Eskilstuna med Lasse Björne som fotograf. Musiken komponerades av Georg Riedel och filmen klipptes samman av Carl-Olov Skeppstedt. Den premiärvisades 20 januari 1967 på biografen Spegeln i Stockholm.

## Handling
I filmens början presenteras mördaren och mot slutet kan han gripas på ett tåg.

## Rollista
- Allan Edwall – Wilhelmsson, konduktör
- Lars Ekborg – Adolf Hellberg, ryttmästare
- Britta Pettersson	– Lena
- Karl-Arne Holmsten – Torbjörn Grälle, handelsresande
- Erik Hell	– Tryggve Holm, kriminalpolis
- Heinz Hopf – Gregor Hult
- Elsa Prawitz – Karin Swan, operasångerska
- Nils Hallberg – Hultberg, stationsföreståndare
- Curt Masreliez – Vilford Berg, sjöman
- Björn Gustafson – Valfrid Andersson
- Tore Bengtsson – Mats
- Frej Lindqvist – Assarsson, direktör
- Ewa Strömberg – Pia
- Christina Carlwind – Ejvor
- Olle Björling – Kenneth
- Christina Sellgren – Siv Lundmark
- Julie Bernby – Tora Björk, sköterska
- Karl-Arne Bergman	– Gustaf Eriksson
- Hans Bendrik – lokföraren
- Lars-Åke Bergwall – lokbiträdet
- Gunnar Stanzén – biljettören
- Monique Ernstdotter – ung kvinna
- Gerd Widestedt – kvinna

## DVD
Filmen gavs ut på DVD 2007.

### Fotnoter
1. 1 2 3  ”Mördaren – en helt vanlig person”. Svensk Filmdatabas. http://sfi.se/sv/svensk-filmdatabas/Item/?itemid=4753&type=MOVIE&iv=Basic&ref=/templates/SwedishFilmSearchResult.aspx?id%3d1225%26epslanguage%3dsv%26searchword%3dm%C3%B6rdaren+-+en+helt+vanlig%26type%3dMovieTitle%26match%3dBegin%26page%3d1%26prom%3dFalse. Läst 4 april 2013.